# NGC 7517
NGC 7517 é uma galáxia elíptica (E) localizada na direcção da constelação de Pisces. Possui uma declinação de -02° 06' 00" e uma ascensão recta de 23 horas, 13 minutos e 13,8 segundos.
A galáxia NGC 7517 foi descoberta em 5 de Outubro de 1863 por Albert Marth.